# Reina-Valera
La Biblia Reina-Valera 1960 es la Biblia por excelencia de predicación por su fácil comprensión de los textos y una de las traducciones de la Biblia al español más frecuentemente utilizadas entre los cristianos hispanohablantes no católicos. La actual Reina-Valera es el resultado de un conjunto de revisiones hechas por las Sociedades Bíblicas Unidas sobre una de las primeras traducciones al español: la Biblia del oso de 1569 hecha por Casiodoro de Reina, monje español convertido al protestantismo, quien utilizó el texto masorético para el Antiguo Testamento y el textus receptus para el Nuevo Testamento. Asimismo, Cipriano de Valera sacó la primera revisión en 1602. 
Previamente a la publicación del trabajo completo de Casiodoro de Reina, las Biblias existentes (o parte de ellas) en lengua castellana, eran traducciones hechas a partir de la Vulgata de San Jerónimo, con la excepción del Nuevo Testamento de Francisco de Enzinas que fue traducido a partir del textus receptus y publicado en 1543. La Biblia del Oso fue publicada en Basilea, Suiza, el 28 de septiembre de 1569.
La Reina-Valera tuvo una amplia difusión durante la Reforma protestante del siglo XVI, siendo por poco más de 4 siglos la única Biblia de uso dentro de la iglesia protestante de lengua castellana. Hoy en día, la Reina-Valera con varias revisiones a través de los años (1862, 1909, 1960, 1995, 2009, 2011, 2015) es una de las Biblias en español más usadas por gran parte de las iglesias derivadas de la Reforma protestante (incluyendo las iglesias evangélicas), así como por otros grupos de fe cristiana, como la Iglesia Adventista del Séptimo Día, la Iglesia de Dios Ministerial de Jesucristo Internacional, la Iglesia de Jesucristo de los Santos de los Últimos Días, los Gedeones Internacionales y otros cristianos no denominacionales.
Las versiones originales de la Biblia Reina-Valera contaban con los deuterocanónicos o apócrifos, los cuales fueron retirados por el anglicano Lorenzo Lucena Pedrosa de la Universidad de Oxford en 1862.

## Traducción de Reina

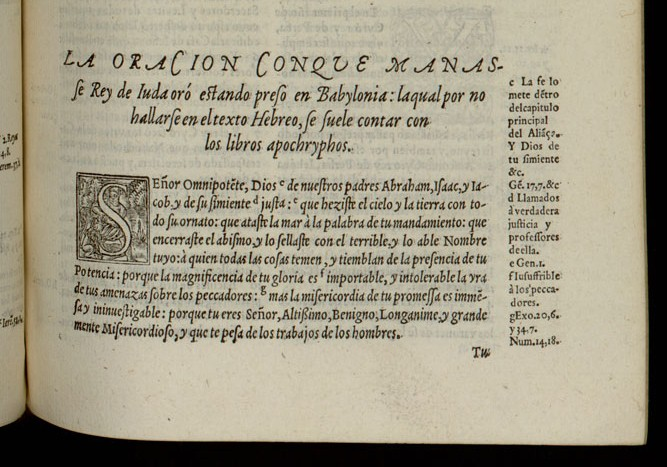
El principio de la Oración de Manasés en la Biblia del Oso de 1569.

Casiodoro de Reina, monje jerónimo español del Monasterio de San Isidoro del Campo, tras partir al exilio con la Biblia Vulgata Latina para escapar de las persecuciones de la Inquisición española, trabajó durante doce años en la traducción de la Biblia. La Biblia del Oso fue publicada en Basilea, Suiza. Publicada en 1569, es llamada Biblia del Oso por la ilustración en su portada de un oso que intenta alcanzar un panal de miel colgado de un árbol. Se colocó esa ilustración, logotipo del impresor bávaro Mattias Apiarius, en la portada para evitar el uso de íconos religiosos, porque en aquel tiempo estaba prohibida cualquier traducción de la Biblia a lenguas vernáculas.
La traducción del Antiguo Testamento, como lo declara expresamente Casiodoro de Reina en su “Amonestación del intérprete de los sacros libros al lector”, se basó en el texto masorético hebreo (edición de Daniel Bomberg, 1525). Como consideraba que la Vulgata latina ya había cumplido su papel y contenía errores y cambios, prefirió usar como fuente secundaria la traducción al latín de Sanctes Pagnino (Veteris et Novi Testamenti nova translatio, 1528), porque “al voto de todos los doctos en la lengua hebraica es tenida por la más pura que hasta ahora hay”, corrigiendo la versión masorética cada vez que se aparta de las citas del Antiguo en el Nuevo Testamento. Tuvo siempre a mano para resolver las dudas la Biblia de Ferrara (Abraham Usque y Yom-Tob Athias, 1553), traducción del hebreo al judeoespañol usada por los judíos sefardíes, que Reina consideraba “obra de la mayor estima”, “por dar la natural y primera significación de los vocablos hebreos y las diferencias de los tiempos de los verbos”.
Para la traducción del Nuevo Testamento, Reina se basó en versiones posteriores a la segunda edición del Textus Receptus (Erasmo, 1522; Stephanus, 1550) en la Políglota Complutense y en los mejores manuscritos griegos que en ese tiempo se conocían. Algunos señalan que por seguir la tercera edición del Textus Receptus, de 1522, incluyó la coma joánica. Al parecer, Reina tenía también a la vista las versiones del Nuevo Testamento de Juan Pérez de Pineda de 1556, Francisco de Enzinas de 1543 y traducciones de Juan de Valdés.
Las dos primeras ediciones, la de Casiodoro de Reina (1569), llamada la Biblia del Oso, y la revisión elaborada por Cipriano de Valera (1602), llamada la Biblia del Cántaro, contenían todos los libros incluidos en la Biblia Vulgata Latina de San Jerónimo de Estridón, que fue el texto oficial de la Biblia para la Iglesia católica hasta 1979 (año en que se aprobó la Nova Vulgata). Es decir, que incluía nueve libros deuterocanónicos (tanto católicos como ortodoxos) y otros tres, propios del canon largo seguido por iglesias cristianas ortodoxas. En la revisión de Cipriano de Valera, no obstante, estos libros se situaban a modo de apéndice en una sección aparte al final del Antiguo Testamento y antes del comienzo del Nuevo Testamento, esto siguiendo el orden calvinista. La Biblia Reina Valera es una de las versiones de la Biblia que está aprobada para el uso en los servicios en español de la Iglesia episcopal en los Estados Unidos y en la Comunión anglicana.

## Importancia del texto de Reina
Antes de la Reforma Protestante, la traducción de las Sagradas Escrituras a lenguas vernáculas sin supervisión por parte de un Censor Librorum (Inspector de Libros) quien verificaba la ortodoxia y fidelidad de la traducción a la lengua original, estaba prohibida; contra la creencia popular, la Reina-Valera no es la primera traducción de la Biblia al español, siendo la primera la Biblia alfonsina de mediados de la Edad Media.
La mayoría de las antiguas traducciones tomaron como base textual la Vulgata Latina, la cual era el texto estándar de la Iglesia Católica. La obra de Casiodoro de Reina tiene la particularidad de ser la primera traducción completa de la Biblia en castellano hecha a partir de las lenguas originales utilizando, como ya se ha mencionado anteriormente, el llamado Texto Masorético para el Antiguo Testamento, y el llamado Textus Receptus, para el Nuevo Testamento. La Biblia prealfonsina y la Biblia alfonsina (primeras versiones de la Biblia completa en español) fueron traducciones realizadas desde el latín. Antes de la publicación de la Biblia del Oso, existían solamente versiones parciales de la biblia desde los idiomas hebreo y griego al español; por ejemplo, la Biblia de Alba y la Biblia de Ferrara (Antiguo Testamento) y los textos de Juan Pérez de Pineda y Francisco de Enzinas (Nuevo Testamento).
La Biblia de Casiodoro de Reina refleja la belleza literaria del llamado Siglo de Oro de la literatura castellana. En Historia de los heterodoxos españoles, el erudito católico Marcelino Menéndez Pelayo alabó desde un punto de vista literario a la Biblia del Oso, a la que consideró estar mejor escrita que las versiones católicas de Felipe Scío de San Miguel (1793) y Félix Torres Amat (1825).

## Revisiones

### Revisiones de las Sociedades Bíblicas Unidas

#### Reina-Valera 1862 (RV1862)
En 1862 fue publicada por la imprenta de la Universidad de Oxford la "Antigua versión de Cipriano de Valera, cotejada con diversas traducciones y revisada con arreglo a los originales hebreo y griego", hecha por el anglicano Lorenzo Lucena Pedrosa, que suprimió la sección de "Apócrifos" de la Biblia del Cántaro.

#### Reina-Valera 1909 (RV1909)
En 1907, conjuntamente la Sociedad Bíblica Americana y la Sociedad Bíblica Británica y Extranjera decidieron emprender otra revisión, que encargaron a un Comité integrado por Victoriano D. Baez, Carlos W. Dress, Enrique C. Thomson, Juan Howland y Francisco Diez, el cual comenzó a reunirse en 1909 y publicó su versión revisada en 1923, la que se conoce como la Reina-Valera 1909, por el año en que comenzó el trabajo del Comité.
Posteriormente, las Sociedades Bíblicas Unidas hicieron revisiones importantes de la Reina-Valera en 1960, 1995 y 2011. Las revisiones de las Sociedades Bíblicas Unidas han ido eliminando muchas formas antiguas del idioma español y han actualizado algunos elementos de estilo, pero a la vez conservando en lo posible la forma como Reina escribió su obra. Esas revisiones se editaron sin los deuterocanónicos porque no están dentro del canon hebreo reconocido por los judíos de Palestina.

#### Reina-Valera Revisada 1960 (RVR1960)

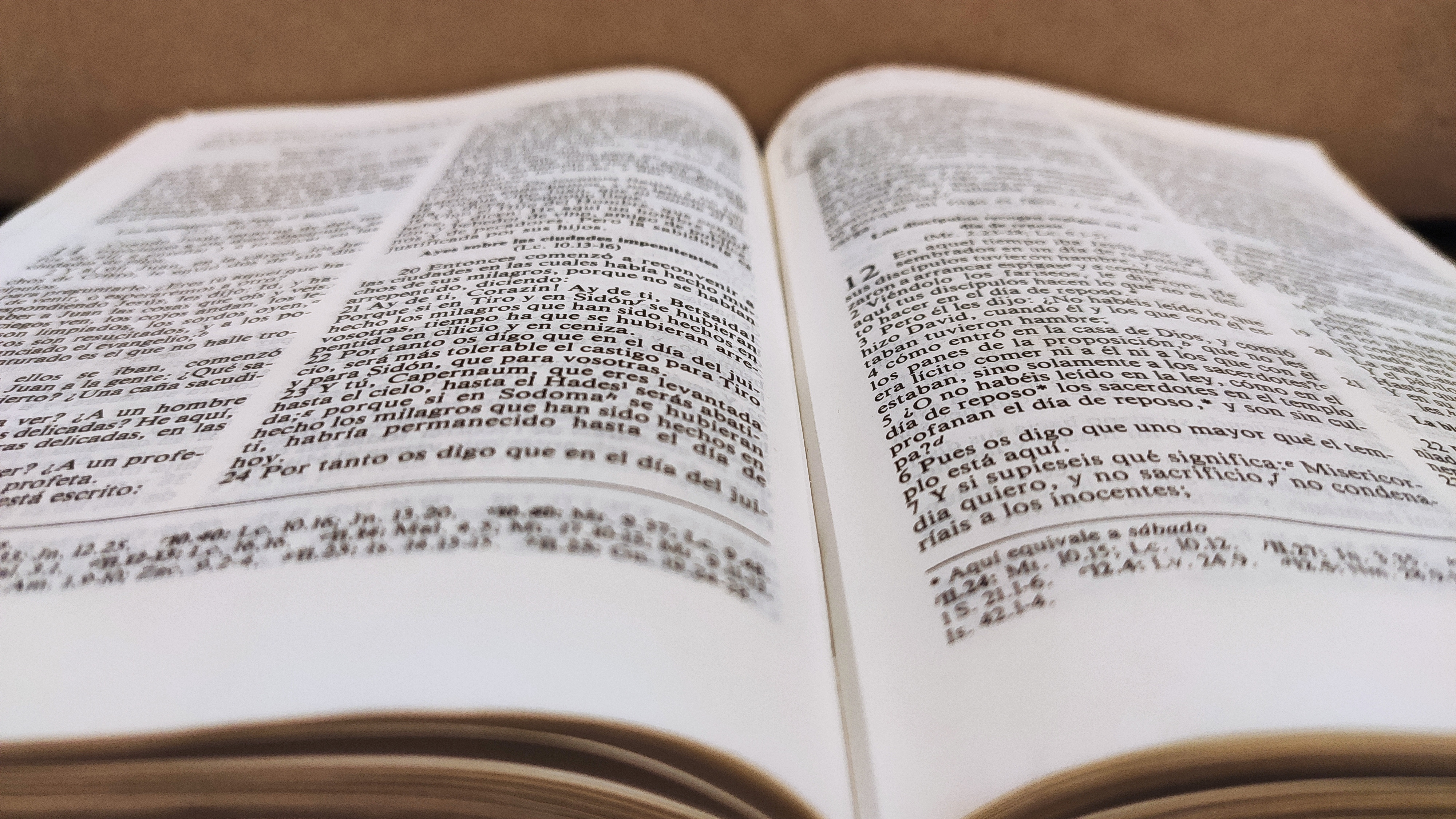
Biblia Reina Valera 1960

La Reina-Valera Revisada 1960 fue llevada a cabo por un grupo de biblistas de varios países hispánicos provenientes de diversas denominaciones protestantes. La comisión revisora tuvo en cuenta las observaciones hechas por pastores y laicos de España y América Latina. Todo esto sin alterar el sentido básico del mensaje bíblico y preservando además el estilo y cadencia del texto de Reina. El tipo de traducción de la RVR60 es de equivalencia formal. Esta es la versión más aceptada por todas las iglesias de Latinoamérica y España.

#### Reina-Valera Revisada 1995 (RVR1995)
La Reina-Valera Revisada 1995 también fue llevada a cabo por un grupo de biblistas de varios países hispánicos provenientes de diversas denominaciones cristianas.
Esta versión es para uso de estudio bíblico.

#### Reina-Valera Contemporánea (RVC)
En 2011, el Comité de Revisión y Traducción de las Sociedades Bíblicas Unidas elaboró y publicó la versión Reina-Valera Contemporánea (RVC). La base textual de la RVC es la Biblia Hebraica Stuttgartensia para el Antiguo Testamento y el Textus Receptus para el Nuevo Testamento. La RVC indica con notas al pie de página las diferencias más notables entre el Textus Receptus, The Greek New Testament de las Sociedades Bíblicas Unidas y el Texto Crítico de Nestle y Aland. En la RVC se sustituyó el nombre divino «Jehová» por «Señor», siguiendo el ejemplo de la Septuaginta. El tipo de traducción de la RVC es de una equivalencia más dinámica, ya que busca presentar un texto donde predomine la naturalidad de expresión y que siga una sintaxis más moderna. Entre esos cambios en el lenguaje están:
- Mayor uso del orden sintáctico del castellano (Sujeto-Verbo-Objeto) en vez del hebreo (Verbo-Sujeto-Objeto).
- Sustitución de aquellos gerundios que dan al español giros extraños.
- Mejor uso de los signos de puntuación.
- Lenguaje más adaptado al español de América.
- Una onomástica moderna.[17]

### Revisión de la Sociedad Bíblica Americana

#### Reina-Valera 1865 (RV1865)
Para el mundo latinoamericano, la Sociedad Bíblica Americana patrocinó una revisión de la Biblia en español, "versión de Cipriano de Valera revisada y corregida", que fue hecha por el misionero español Dr. Ángel Herreros de Mora y el misionero estadounidense Henry Barrington Pratt. Los libros deuterocanónicos fueron quitados de la Biblia enteramente, terminando el trabajo que de Valera empezó en 1602 por colocarlos en una sección aparte entre los testamentos. Esta Biblia era la Biblia publicada por la Sociedad Bíblica Americana por los próximos 58 años hasta que se publicó la Reina-Valera 1909 en el año 1923. Esta revisión fue publicada de nuevo por la Sociedad Bíblica Valera, ahora conocido como Ministerios Valera 1865, con su base de operaciones internacionales en Antioquia, Colombia.

### Revisiones de la Sociedad Bíblica de España

#### Biblia del Siglo de Oro
El 16 de junio de 2009 se publicó en España la Biblia del Siglo de Oro. 
Fue presentada por la Biblioteca Nacional de España y la Sociedad Bíblica de España con motivo de celebrar los 440 años de la primera edición de la Biblia del Oso en 1569. Los textos bíblicos, incluyendo los apócrifos/deuterocanónicos, se han colocado siguiendo la revisión de Cipriano de Valera. Solamente después de más de cuatro siglos, el trabajo de Reina y Valera fue publicado en España tal como sus autores lo hicieron. La revisión se basa en el texto de la Reina-Valera 1995.

### Revisiones de la Sociedad Bíblica Trinitaria

#### Reina-Valera 1909 (RV1909)
La Sociedad Bíblica Trinitaria está trabajando en un proyecto de revisión de la Reina-Valera 1909 (RV1909). El objetivo es aplicar, hasta donde sea posible, las estructuras de las oraciones y el vocabulario original empleados por Reina y Valera, pero aceptando las normas ortográficas actuales de la Real Academia Española y desechando aquellas palabras que han cambiado de significado. También se evita vincular a la Reina-Valera versión 1909 con las características particulares y lenguajes de otras traducciones. Se espera que el Nuevo Testamento revisado esté en circulación para 2016 en varios países.

### Revisiones de los Bautistas

#### Valera 1602 Purificada / 1602 Monterrey
La Valera 1602 Purificada es una revisión de la Biblia del Cántaro de 1602 hecha por una iglesia bautista de Monterrey, México. Fue terminada en 2007 y publicada en 2008. Está basada para el Antiguo Testamento en el texto masorético de Jacob ben Hayyim ben Isaac ibn Adonijah (edición de Daniel Bomberg, Venecia, 1524) y para el Nuevo Testamento en el Textus Receptus de Teodoro de Beza (1598). Es una versión criticada por diversos grupos bautistas, pentecostales y de otras denominaciones por publicar que es la Biblia "Perfecta" en español, por hacer innumerable cambios textuales al texto original, removiendo el nombre “Jehová” y reemplazándolo con el título “Señor” (en mayúsculas intentando copiar la Biblia King James), por reemplazar palabras escogidas por Reina (1569) y Valera (1602) por palabras del Nuevo Testamento de Enzinas (1543), forzando lecturas para leer similar a la Biblia en inglés (King James Version) aunque en español la lectura quede rara y malsonante y por falta de transparencia por no publicar ni citar cuantas ediciones y revisiones se han hecho de dicha versión de 1602 Monterrey.

#### Reina-Valera Gómez
La Reina-Valera Gómez o "RVG", es una revisión de la 1909 Reina-Valera hecha por un bautista llamado Humberto Gómez. Esta versión está más basada en la Biblia del Rey Jacobo, King James, más que de las verdaderas fuentes de los códices en Hebreo y Griego. Esta versión ha sido muy criticada y no bien recibida por publicar que era la Biblia "Perfecta" en español, por las múltiples revisiones hechas por evidentes errores y falta de transparencia por no publicar y citar las diversas ediciones de dicha versión. Su dependencia en la RV1909 le deja con innumerables lecturas críticas en el texto, a pesar de su afirmación de haber corregido todas las faltas.

#### Reina-Valera 1865 Revisada Literal
La Reina-Valera 1865 Revisada Literal es una revisión de la Reina-Valera 1865 hecha por un traductor independiente bautista bíblico de Managua, Nicaragua. Fue empezada en 2013, para en 2015 celebrar el aniversario 150° de la RV1865 de Mora y Pratt, pero ha sido postergada a una revisión literal más apegada a los idiomas bíblicos, aunque no mantiene las arcaicas palabras medievales, sino las más necesarias. Para la Antigua Alianza la revisión está basada en el texto masorético, y cotejada con la Septuaginta (LXX), manuscritos del Qumram, y la Peshita Aramea. Para la Nueva Alianza, en el griego en general, pero con preferencia histórica en el Texto Mayoritario Bizantino, Textus Receptus, y cotejada con la Peshita Aramea, y otras traducciones. Se espera sea la primera revisión directamente de los idiomas originales, palabra por palabra, y posteriormente tendrá su equivalente interlineal para mejor estudio académico de los idiomas bíblicos. Se seguirán sólo los criterios de Reina-Valera: Mantener el nombre divino, y usar todo lo que él no pudo emplear en su trabajo de 12 años con colaboradores, por factor de tiempo y limitaciones en la Inquisidora Edad Media), y no se basará en la Biblia del rey Jacobo, algo polémico que había planteado originalmente H. B. Pratt, al decir: «La versión de la Biblia King James nos aduce con… el modelo y molde incomparable de reciente traducciones Bíblicas por todos nuestros misioneros anglohablante en todos los países del mundo. Todo el mundo Anglo-Sajón compite en alabanzas a Dios por la belleza y excelencias incomparables de la Versión King James”. (...) Estas palabras fueron escritas más de 50 años antes del nacimiento de D.A. Waite y el Dr. Peter S. Ruckman. Ambos el Sr. H.B. Pratt y el Dr. Ángel H. de Mora creían que la Biblia King James era superior a los MSS “originales”, o Pratt no hubiera dicho que ELLO, (la Biblia King James), era el “modelo y molde incomparable” de toda obra de traducción Bíblica.»

#### Reina-Valera Actualizada (RVA)
La Reina-Valera Actualizada 2015 fue una revisión de la Reina-Valera de 1909 que fue publicada por la Casa Bautista de Publicaciones/Editorial Mundo Hispano, en forma parcial desde 1982, y en forma completa desde 1989, con revisiones en 1999, 2006 y 2015.

### Otras revisiones

#### Biblia del Cántaro
Cipriano de Valera comenzó en 1582 la primera revisión de la Biblia de Reina y la concluyó en 1602. El título original de la revisión de Valera fue La Biblia que es, los sacros libros del Viejo y Nuevo Testamento, segunda edición. Se publicó en Ámsterdam, Países Bajos, y llegó a ser la versión de la Biblia en castellano más difundida durante varios siglos. Era conocida también como la Biblia del Cántaro debido a la ilustración que estaba en la portada: un hombre que está plantando un árbol, mientras otro hombre lo riega con agua que sale de un cántaro. La ilustración estaría aludiendo a primera de Corintios 3:6, según algunos expertos. A partir de la Biblia del Cántaro se han realizado diversas revisiones a lo largo de los años.

#### Reina-Valera Revisada 1977 (RVR1977)
En la década de los setenta, Editorial CLIE convocó a un comité de eruditos para revisar el texto castellano de la Biblia de Reina en su versión original de 1569, cotejándola con los mejores manuscritos disponibles en ese entonces. Esta labor fue facilitada enormemente por la excelente edición facsímil hecha por el Dr. José Flores en ocasión del IV Centenario de la primera edición. Estudiando las diversas revisiones y cotejándola con otras traducciones, se han encontrado más de 468 ediciones o traducciones parciales de la Biblia hechas en el siglo XVI y que están emparentadas de alguna manera con la primera edición de la Biblia de Reina, por haber nacido en ese mismo siglo.

#### Reina-Valera Revisada 2020 (RVR2020)
El 26 de septiembre se presentó en Madrid la nueva revisión de la Biblia Reina Valera 2020. La revisión del texto la ha llevado a cabo un equipo de la Sociedad Bíblica de España. Según Luis Fajardo, director de la Sociedad Bíblica de España, solo se han utilizado los textos de las traducción originales de Casiodoro de Reina y la revisión de Cipriano de Valera. Esta revisión pretende actualizar el idioma castellano al que se habla en la actualidad.

## Reina-Valera en portugués
La Biblia en la versión Reina-Valera en portugués 2009 (RVP-0910) es una versión brasileña traducida de la versión española Reina-Valera, que se había extendido durante la reforma protestante del siglo XVI, al ser la primera traducción completa al español.
El diseño de la Reina-Valera en el idioma portugués comenzó en 1999 con la formación de un equipo de traductores de español, personas relacionadas con el campo de la lingüística y la literatura, y colaboradores, para llevar a cabo la traducción directamente del español, con la lectura de retorno de lenguas originales y comparaciones con otras versiones conceptuadas.
La dirección de la traducción fue dividida en dos directrices, una técnico-institucional, y otra lingüística. La primera estuvo relacionada con las necesidades técnicas de la Sociedad Bíblica Intercontinental, a término de la Sociedad Bíblica Intercontinental de Brasil, y la segunda fue desarrollada por la Unipro Editora, en el ámbito lingüístico y teológico.

## Legado e impacto cultural

### Influencia lingüística y proverbial
La Reina-Valera ha trascendido su función como texto religioso para convertirse en parte integral del patrimonio lingüístico hispano. Numerosas expresiones bíblicas de esta traducción han pasado al refranero popular español, funcionando como proverbios en el habla cotidiana independientemente del contexto religioso. Frases como "El que esté libre de pecado, que tire la primera piedra" (Juan 8:7) se utilizan comúnmente en discusiones familiares, debates políticos y redes sociales, demostrando cómo la traducción de Casiodoro de Reina y Cipriano de Valera logró crear lo que algunos estudiosos denominan una "arquitectura proverbial" que hace memorables los pasajes bíblicos.
Esta capacidad de convertir el lenguaje sagrado en sabiduría popular distingue a la Reina-Valera de traducciones en otros idiomas. Mientras que en inglés las citas bíblicas tienden a mantenerse en contextos religiosos o formales, en español las frases de la Reina-Valera se han integrado naturalmente en el habla coloquial, desde conversaciones familiares hasta expresiones en medios de comunicación contemporáneos.

### Preservación del castellano clásico
La Reina-Valera ha servido como preservadora del castellano del Siglo de Oro, manteniendo viva una forma de expresión que equilibra la solemnidad con la accesibilidad. Su lenguaje, aunque arcaico en ciertos aspectos, conserva una musicalidad y cadencia que se aprecia especialmente en textos poéticos como los Salmos. Esta cualidad ha permitido que la traducción mantenga su relevancia litúrgica y devocional a través de los siglos, siendo preferida en momentos solemnes como predicaciones, funerales y bodas por encima de traducciones más modernas.

### Patrimonio cultural hispanoamericano
En el contexto hispanoamericano, la Reina-Valera ha funcionado como un elemento unificador cultural, proporcionando un vocabulario religioso común que trasciende las fronteras nacionales. Su influencia se extiende desde la literatura hasta las artes populares, siendo citada por escritores, políticos y comunicadores como referencia de autoridad moral y sabiduría ancestral. Esta función cultural explica en parte por qué, a pesar de la proliferación de más de 30 traducciones modernas al español, la Reina-Valera 1960 mantiene su posición dominante en el protestantismo hispano, siendo utilizada por más del 85 por ciento de las iglesias protestantes de habla hispana.

### Debates contemporáneos
El siglo XXI ha visto intensos debates sobre el futuro de la Reina-Valera, especialmente en la era digital y de las redes sociales. Mientras algunos defienden la preservación de su forma tradicional como patrimonio cultural, otros abogan por actualizaciones que faciliten la comprensión a nuevas generaciones. Este debate refleja tensiones más amplias entre tradición y modernidad en las comunidades hispanohablantes, donde la Reina-Valera funciona no solo como texto religioso sino como símbolo de identidad cultural.